# Himantura schmardae
Himantura schmardae är en rockeart som först beskrevs av Werner 1904.  Himantura schmardae ingår i släktet Himantura och familjen spjutrockor. IUCN kategoriserar arten globalt som otillräckligt studerad. Inga underarter finns listade i Catalogue of Life.